# 1. divisjon 1968/69
Die Saison 1968/69 war die 30. Spielzeit der 1. divisjon, der höchsten norwegischen Eishockeyspielklasse. Meister wurde zum insgesamt achten Mal in der Vereinsgeschichte Vålerenga Ishockey. Isbjørnene und Rosenhoff IL stiegen in die zweite Liga ab.

## Modus
In der Hauptrunde absolvierte jede der acht Mannschaften insgesamt 14 Spiele. Der Erstplatzierte der Hauptrunde wurde Meister. Die beiden Letztplatzierten stiegen in die zweite Liga ab. Für einen Sieg erhielt jede Mannschaft zwei Punkte, bei einem Unentschieden gab es einen Punkt und bei einer Niederlage null Punkte.

## Hauptrunde
Tabelle
|    | Klub               | Sp | S  | U | N  | Tore   | Punkte |
| -- | ------------------ | -- | -- | - | -- | ------ | ------ |
| 1. | Vålerenga Ishockey | 14 | 13 | 0 | 1  | 104:35 | 26     |
| 2. | Tigrene            | 14 | 10 | 0 | 4  | 78:48  | 20     |
| 3. | Gamlebyen          | 14 | 8  | 1 | 5  | 68:43  | 17     |
| 4. | Hasle-Løren IL     | 14 | 7  | 1 | 6  | 70:68  | 15     |
| 5. | Kampørn            | 14 | 6  | 1 | 7  | 81:75  | 13     |
| 6. | Jar IL             | 14 | 6  | 1 | 7  | 60:62  | 13     |
| 7. | Isbjørnene         | 14 | 2  | 0 | 12 | 53:91  | 4      |
| 8. | Rosenhoff IL       | 14 | 2  | 0 | 12 | 35:122 | 4      |

Sp = Spiele, S = Siege, U = Unentschieden, N = Niederlagen